# Rio Isana
Rio Isana är ett vattendrag i Brasilien, på gränsen till Colombia. Det ligger i den nordvästra delen av landet, 2 800 km nordväst om huvudstaden Brasília.
I omgivningarna runt Rio Isana växer i huvudsak städsegrön lövskog. Trakten runt Rio Isana är nära nog obefolkad, med mindre än två invånare per kvadratkilometer.